# Barocco sempre giovane
Barocco sempre giovane (Barroco siempre joven) es una orquesta de cámara checo. Está formada por músicos jóvenes, especializado en las obras del barroco tardío.

## Historia
Barocco sempre giovane fue fundado por el violonchelista Josef Krečmer en 2004. Desde entonces el grupo ha tocado en decenas de conciertos, ha grabado varios CD, y ha colaborado tanto con la televisión como con la radio Checa. También ha organizado su propio ciclo de conciertos en Pardubice. El grupo se concentra en el período del barroco, pero estos intérpretes jóvenes se dedican también al clasicismo y a los compositores contemporáneos.

## Grabaciones
- Antonio Vivaldi: Concierto en re menor
- CD: Academia de Václav Hudeček y Barocco sempre giovane